# Ana Navarrete
Ana María Navarrete Tudela (Valencia, 21 de mayo de 1965) es una artista, investigadora y docente feminista española. Su compromiso social le llevó a ser candidata a las primarias del  Congreso y Senado Español con el partido político Unidas Podemos.

## Trayectoria académica
Licenciada en Bellas Artes por la Universidad Politécnica de Valencia en el año 1988.  En el año 1993 presentÓ la tesis doctoral dirigida por José Luis Brea, con el título "La crítica de la modernidad como crítica de la autonomía del arte" con la que obtiene el doctorado en Bellas Artes por la Universidad de Castilla – La Mancha. Dicha tesis fue publicada por la Universidad de Castilla – La Mancha,  en el año 1993.  
En el año 2020  obtuvo la cátedra en el departamento de arte en la Facultad de Bellas Artes de la Universidad de Castilla – La Mancha en Cuenca. De cuya universidad había sido con anterioridad Profesora Titular del Departamento de Arte y directora de dicho departamento en los años 1996 a 1997.  Fue Decana de esta facultad desde abril del 2008 hasta mayo del 2014.
Desde el año 2009 al 2014 fue Directora del Máster en medios de impresión gráfica, ilustración y acuñación artística. 

## Investigación, Jurado, Tribunales, Consejo Asesor y evaluador
Desarrolla una amplia labor en la investigación tanto en las Nuevas Tecnologías como en  Feminismo y Violencia de Género. Es llamada a participar como miembro asesor en múltiples instituciones en universidades internacionales. Es Investigadora Principal del proyecto de I+D+I AEMA, Archivo Español de Media Art, destinado a la conservación del arte de nuevos medios. Su interés académico se centra en las prácticas culturales relacionadas con movimientos y problemáticas sociales, así como en el análisis de la identidad de género y la violencia machista. 
En el año 1996 junto a la catedrática Ana Martínez-Collado, organizan el Cursos de Verano ”Feminismo y crítica cultural en las artes visuales. El debate en nuestro país.” Universidad de Castilla – La Mancha, Vicerrectorado de Extensión Universitaria, Cuenca. En el año 2005, con la profesora del UPV, Carmen Navarrete, organizan el seminario “Caos Global / Resistencias Culturales. Cartografías y ensayos visuales” Diputación de Valencia / Sala Parpalló. Gabinete de didáctica, Valencia.
En el año 2004 coordinó el encuentro 30 años de lucha feminista contra violencia de género. Sahiri, Llibreria Associativa. València.
En el año 2008 participa en el Simposio Internacional Nuevos Medios y Realidad Socio Cultural en la Creación Audiovisual Contemporánea.
- Miembro evaluador Feminismo/s, ISONOMIA, Universitar Jaume I, Castellón, 2010
- Miembro del Jurado de la Comisión de Expertos Arte y humanidades de las II Jornadas Doctorales, Universidad de Castilla – La Mancha, Fábrica de Armas, 2012.
- Miembro del Consejo Asesor de Cultura Artística y Literaria, UCLM, por acuerdo del Consejo de Gobierno en 2012.
- Miembro del Jurado I Exposición Internacional de Arte y Género del Seminario Internacional Fazendo Gênero 10: Desafíos actuales de los Feminismos, Universidades Federal de Santa Catarina, Florianópolis, SC, Brasil. 
- Miembro de la Comisión de Expertos Arte y humanidades programa ACADEMIA de la Agencia Nacional de Evaluación de la Calidad y Acreditación (ANECA) Ministerio de Educación, para la acreditación de profesorado universitario.
- Miembro Consejo de Expertos y Creadores “Cu art 2016” Candidatura Cuenca a la Capitalidad Europea de la Cultura. 
- Miembro del Consejo Asesor de Radio Televisión de Castilla-La Mancha. Nombramiento Mesa de las Cortes en 2016.
-Miembro del Jurado de los Premios y IV Muestra Mujeres en el Arte del Instituto de la Mujer de Castilla-La Mancha. JCCM.
- Miembro del Consejo Asesor de Radio Televisión de Castilla-La Mancha. Nombramiento Mesa de las Cortes, celebrada en el año 2016.
- Comité Evaluador, Millcayac - Revista Digital de Ciencias Sociales, Centro de Publicaciones de la Facultad de Ciencias Políticas y Sociales de la Universidad Nacional de Cuyo, Mendoza, Argentina.
Desde el 1 de diciembre de 2018 es directora del Museo Internacional de Electrografía (MIDECIANT), ubicado en Cuenca y adscrito a la Universidad de Castilla – La Mancha.

## Exposiciones
Comprometida feminista ahonda en la problemática y violencia de género de género en la sociedad actual con el proyecto en desarrollo  "Nadie se acuerda de nosotras"

Según sus palabrasː
Mi trabajo se propone analizar la articulación entre arte y política desde una consciente posición feminista. La práctica artística tiene la capacidad de propiciar procesos de producción de subjetividades que contribuyan a desencadenar micropolíticas.
Entre sus obras más destacadas, el proyecto ”No a la ocupación de Irak” (2003) desarrollado en la Universidad de Valencia, y “The Gendered City. Espacio urbano y construcción del género” (2003), “N340. Globalfem”, expuesto en EACC (2006) y en la Casa de España, Miami, (2007) y “Nadie se acuerda de nosotras mientras estamos vivas” expuesto en el EACC y en CCEBA, Buenos Aires. También ha participado en exposiciones colectivas tales como: “Women / Beyond Borders”, un proyecto itinerante que recorrió Estados Unidos desde 1995 hasta 2005; “Cyberfem, Feminismos en el escenario electrónico” (2006) localizado en la EACC de Castellón; “Middlesex. Confrontaciones Sociales Feministas. Diásporas Queer y Narrativas de Género” (2006) expuesto en el Centro de Historia de Zaragoza en el año 2006; y “Exercicis de memòria” (2011) en el Centre d’Art la Panera.
Realizó la performance feminista sobre la violencia de género. Este funeral es por muchas muertas, realizado en la exposición  celebrada en el Museo Reina Sofía de Madrid titulada "Carcel de amor," Relatos culturales sobre la violencia de género, en el año 2005.
N340 Globalfem; entrevista a Ana Navarrete en el año 2008.
Otras de sus exposiciones han tenido lugar en la London Metropolitan University, Margaret Harvey Gallery o el Centre d’Art la Panera donde participó en la exposición colectiva Exercicis de memoria en 2011.

## Publicaciones
Ha escrito ensayos acerca de feminismos, movimientos y problemáticas sociales, cabe señalar su proyecto “No a la ocupación de Irak”, Universidad de Valencia en el año 2003, así como sobre la violencia de género, destacando, junto a William James, la publicación de The Gendered City. Espacio urbano y construcción del género en 2004, proyecto que fue expuesto en Casa Zavala de la Fundación Antonio Saura de Cuenca ISBN 84-8427-342-3 .
Su tesis titulada “La crítica de la Modernidad como crítica a la autonomía del arte” Edita la Universidad de Castilla – La Mancha, en el año 1993, ISBN 84-88255-31-4.
- Evaluación pares de expertos nª 15 de la Revista ASRI: Arte y Sociedad. Revista de Investigación (ISSN 2174-7563)
Diferentes, desiguales y desconectadas. ¿Quién es quién en las industrias tecnológicas? en el año 2011 ISSN 1132-8231
Algunas anotaciones en torno a la enseñanza del arte en la universidad pública: el caso español.
Mujeres y Videojuegos. A partir de ahora, cada vez que respires, será gracias a mi... Lara Croft en Tomb Raider Legend 

### Colaboraciones con otras autoras
Además de las múltiples publicaciones en las que ha participado, también ha colaborado con otras autoras como con  la catedrática Ana Martínez-Collado publican Cyberfeminismo dos escenarios título genérico de la obra: Zona F Edita: EACC (Espacio arte contemporáneo de Castellón) Ciudad: Castellón  200o ISBN 84-482-2349-7 y  Mujeres e industria audiovisual hoy. Involución, experimentación y nuevos modelos narrativos en 2011, ISSN 1138-9737.  
Con su colega, la catedrática de la misma universidad, Salomé Cuesta, publican  Cuestiones sobre la enseñanza del arte. Edita: Asociación Madrileña de Artistas Visuales Independientes AMAVI. Asociaciò d ́ Artistes Visuales de la Comunitat Valenciana. AAVV, ISSN 1575-9970     
Para la exposición en el Museo Reina Sofía Performance feminista y violencia de género. Este funeral es por muchas muertas. Título genérico de la obra: Cárceles de amor. Relatos culturales sobre la violencia de género. Edita: MNCARS, Museo Nacional de Arte Reina Sofía de Madrid en marzo de 2005  ISBN 84-8026-258-3

## Premios y becas
- Primer Premio en la Bienal de Escultura de Villa Mislata en 1989[20]
- Beca Alfons Roig de la Diputación de Valencia.[21]
- Premi Museari Creació Artística 2018[22]

## Obras en colecciones
- Tiene obra en las siguientes colecciones: Colección Testimoni, La Caixa d’ Pensions. Barcelona;
- Contemporary Ary Collection, La Caixa d’ Pensions. Barcelona.
- Fondos de la Diputación de Valencia;
- Colección Pepe Tous, (Metronom), Barcelona.[23]